# Boat club
Un Boat club est un concept importé des États-Unis, à la frontière entre la location de bateaux et la propriété. 
Différent des clubs nautiques, yacht club ou club de voile, les Boat Clubs sont des clubs privés proposant à leurs membres de profiter de bateaux à moteur ou voiliers dans les différentes bases appartenant à un Boat Club donné.
Les Boat clubs sont basés sur un système de propriété partagée : payer les frais d'adhésion donne droit d'accéder à une flotte diverse et dans plusieurs plans d'eau. Il y a également une donnée sociale dans les Boats Clubs qui ont vocation à animer leurs réseaux de membres avec des évènements tels que des conférences, des salons ou des inaugurations de bateaux.

## Création du concept
Le concept vient des États-Unis avec la création en 1989 du Freedom Boat Club à Sarasota, Floride. Il compte aujourd'hui plus de 80 000 membres, 2 000 bateaux sur plus de 200 bases de navigation.

## Acteurs en France
Sept acteurs se partagent le marché des Boats club en France[Quand ?] :
- Freedom Boat Club, en partenariat avec Jeanneau ;
- Bénéteau Boat Club, un Boat Club mono-marque de la marque Bénéteau ;
- Dream Boat Club ;
- Port Adhoc Boat Club ;
- MyBoatClub ;
- Breizh Boat Club créé par la Sellor qui gère le port de Lorient ;
- SeaZen Boat Club, le premier Boat Club de location de Bateau solaire en accès click and go.